# Bundesstraße 15
De Bundesstraße 15 (ook wel B15) is een weg (bundesstraße) in Duitsland die loopt door de deelstaat Beieren.
De B15 begint bij Hof en loopt verder langs de steden Selb, Schwandorf, Regensburg, Landshut, Rosenheim en verder naar Reischenhart bij de Oostenrijkse grens. De B15 is ongeveer 380 kilometer lang en loopt grofweg parallel aan de A93.

## Routebeschrijving
De weg begint op de afrit Hof-West een trompetknooppunt met de A9 en loopt in oostelijke richting langs Konradsreuth met een rondweg en komt in de stad Hof waar ze op de kruising Berliner Platz zowel de B2 als de B173 aansluiten. De weg kruist de rivier de Saale en passeert Döhlau met een rondweg en sluit vervolgens in de afrit Hof-Süd aan op de A93.
Vervanging
Tussen de afrit Hof-Süd en afrit Mitterteich is de B15 vervangen door A93 en B299
Voortzetting
De weg begint weer bij afrit Mitterteich van de B299 en loopt in zuidoostelijke richting door Leonberg Tirschenreuth,  Pilmersreuth an der Straße, Plößberg, Püchersreuth Störnstein-Oberndorf  
Neustadt an der Waldnaab waar ze de rivier de Waldnaab kruist en Altstadt an der Waldnaab waarna B15 bij afrit Altenmarkt aansluit op de A93
Vervanging
Tussen afrit Altenmarkt en afrit Ponholz is de B15 vervangen door de A93
Voortzetting
De B15 begint weer bij afrit Ponholz aan de A93 en loopt in zuidoostelijke richting door Regenstauf, ze kruist de rivier de Regen en komt door Zeitlarn. De weg loopt naar de stad Regensburg waar ze bij afrit Regensburg-Sallermühle aansluit op de B16. 
Vervanging
Tussen afrit Regensburg-Sallermühle en afrit Regensburg-Ost vervangen door B16, de A93 en de A3.
Voortzetting
Be B15 begint weer bij afrit Regensburg-Ost aan de A3 en loopt in zuidoostelijke richting met een rondweg langs Obertraubling, door Köfering, met een rondweg langs Alteglofsheim, door Hagelstadt. De B15 loopt nu verder via de rondwegen van Schierling en sluit bij afrit Scherling-Süd aan op de B15n.
De wB15 loopt door Essenbach en kruist ze bij afrit Landshut-Essenbach de A92 en begint de samenloop met de B11 via de rondweg van Ergolding. Bij de afrit Ergolding-Mitte sluit de B299. aan  De B11/B15 lopen vanaf hier samen door Landshut waar ze de rivier de Isar kruisen. Vervolgens buigt op een kruising bij Landshut-Achdorf de B15 in zuidelijke richting af en loopt de stad uit. De weg loopt verder naar het zuiden en komt door Kumhausen, Rammelkam, met een rondweg langs Hohenpolding, Taufkirchen waar een samenloop heeft met de B388 en het riviertje de Isen kruist. Ten zuiden van Taufkirchen kruist de weg het riviertje de Große Vils en komt door Dorfen. Ten zuiden van Dorfen kruist men bij afrit Dorfen de A94, loopt door Sankt Wolfgang en sluit bij afrit Haag-west aan op de B12 waarmee ze de rondweg Haag vormt, bij afrit Haag-Ost buigt de B15 naar het zuiden af en loopt door het dal van de rivier de Inn en komt door Rechtmehring, Soyen, passeert Wasserburg met een rondweg en ze kruist er de B304 zonder afrit. De weg loopt verder naar het zuiden en komt door Ramerberg, Rott am Inn, Lengdorf en langs Schechen met een rondweg. De B15 loopt nu door de stad Rosenheim en sluit bij afrit Rosenheim aan op de A8.
Afwaarderig
Het gedeelte vanaf afrit Rosenheim A8 door Raubling en Kirchheim am Inn naar afrit Reichenhart van de A93 is door het parallelle verloop aan de A93 afgewaardeerd naar staatsstraße.
B2 · B2a · B2R · B3 · B4 · B4R · B8 · B10 · B11 · B12 · B13 · B13n · B14 · B15 · B15n · B16 · B17 · B18 · B19 · B20 · B21 · B22 · B23 · B25 · B26 · B26a · B27 · B28 · B28a · B29 · B30 · B31 · B31a · B32 · B33 · B33a · B34 · B35 · B36 · B37 · B38 · B38a · B39 · B44 · B45 · B47 · B85 · B89 · B131n · B173 · B276 · B278 · B279 · B285 · B286 · B287 · B289 · B290 · B291 · B292 · B293 · B294 · B295 · B296 · B297 · B298 · B299 · B300 · B301 · B302 · B303 · B304 · B305 · B306 · B307 · B308 · B309 · B310 · B311 · B312 · B313 · B314 · B315 · B316 · B317 · B318 · B319 · B340 · B378 · B388 · B415 · B425 · B426 · B462 · B463 · B464 · B465 · B466 · B467 · B468 · B469 · B470 · B471 · B472 · B491 · B492 · B500 · B505 · B512 · B523 · B532 · B533 · B535 · B588 · B999